# NCIS (12.ª temporada)
A décima segunda temporada de NCIS começou no dia 23 de setembro de 2014 e terminou em 12 de maio de 2015.

## Elenco
|  | Principal |  | Recorrente |

| Personagem             | Ator/atriz        | Cargo                                                      | Cargo |
| ---------------------- | ----------------- | ---------------------------------------------------------- | ----- |
| Leroy Jethro Gibbs     | Mark Harmon       | Agente Especial Supervisor                                 |       |
| Tony DiNozzo           | Michael Weatherly | Agente Especial Senior                                     |       |
| Timothy McGee          | Sean Murray       | Agente Especial                                            |       |
| Eleanor "Ellie" Bishop | Emily Wickersham  | Agente Especial                                            |       |
| Abby Sciuto            | Pauley Perrette   | Especialista Forense                                       |       |
| Leon Vance             | Rocky Carroll     | Diretor do NCIS                                            |       |
| Donald "Ducky" Mallard | David McCallum    | Médico Legista Chefe                                       |       |
| Jimmy Palmer           | Brian Dietzen     | Legista assistente                                         |       |
| Delilah Fielding       | Margo Harshman    | Analista do Departamento de Defesa e namorada de Tim McGee |       |
| Jake Malloy            | Jamie Bamber      | Advogado da NSA e marido de Ellie Bishop                   |       |
| Burt Moore             | Johann Urb        | Sargento da US Park Police e namorado de Abby Sciuto       |       |
| Zoe Keates             | Marisol Nichols   | Agente Especial da ATF                                     |       |
| Ned Dorneget           | Matt L. Jones     | Agente Especial do NCIS                                    |       |

## Episódios
O principal arco dramático da décima segunda temporada de NCIS foi a perseguição ao mercenário russo-palestino Sergei Mishnev. Uma das consequências do conflito e também um dos momentos mais dramáticos da série foi o assassinato da primeira ex-esposa de Gibbs, Diane Sterling, por Mishnev, em condições propositalmente idênticas às da morte de Caitlin "Kate" Todd pelo agente duplo Ari Haswari (no final da segunda temporada).
A 12ª temporada mostrou também uma maior maturidade por parte dos personagens Tony e Abby, que passam a viver relacionamentos amorosos estáveis. Outro evento marcante da temporada foi a morte do pai de Tim McGee, após longa batalha contra o câncer.
A temporada foi concluída em um arco de três episódios, nos quais a equipe NCIS enfrenta um grupo terrorista que usa a internet para recrutar jovens. De acordo com o showrunner Gary Glasberg, o final da temporada traria uma "perda significativa" para a equipe ; no penúltimo episódio ("The Lost Boys") descobre-se que a perda em questão foi a morte do Agente Ned Dorneget. A temporada se encerra num cliffhanger em que Gibbs é baleado.
| Seq. | Episódios | Título                        | Direção             | Escrito por                           | Data de exibição        | Audiência EUA (em milhões) |
| --- | --------- | ----------------------------- | ------------------- | ------------------------------------- | ----------------------- | -------------------------- |
| 259 | 1         | "Twenty Klicks"               | Tony Wharmby        | Gary Glasberg & Scott Williams        | 23 de setembro de 2014  | 18.23                      |
| Gibbs e McGee vão à Rússia para escoltar um especialista em computação do NCIS portador de informações secretas. No entanto a missão é comprometida e eles precisam fugir de um grupo mercenário, enquanto o restante da equipe em DC tenta freneticamente localizá-los. Personagem recorrente: Alex Veadov como Sergei Mishnev e Rudolf Martin como Ari Haswari (Fotografias) |           |                               |                     |                                       |                         |                            |
| 260 | 2         | "Kill the Messenger"          | Dennis Smith        | George Schenck & Frank Cardea         | 30 de setembro de 2014  | 18.84                      |
| Um Tenente da Marinha é morto antes de se encontrar com o Presidente dos Estados Unidos. Enquanto a equipe investiga o caso, Vance descobre que pode estar com uma doença fatal. Personagens recorrentes: Johann Urb como Sargento da USPP Burt Moore e Kiara Muhammad como Kayla Vance |           |                               |                     |                                       |                         |                            |
| 261 | 3         | "So It Goes"                  | Leslie Libman       | Steven D. Binder                      | 7 de outubro de 2014    | 17.27                      |
| Quando um caso do NCIS se relaciona a um amigo de infância de Ducky, ele e Bishop vão à Inglaterra para investigar. Lá o legista relembra sua mocidade e reflete sobre suas escolhas e o impacto que tiveram em sua vida. |           |                               |                     |                                       |                         |                            |
| 262 | 4         | "Choke Hold"                  | Terrence O'Hara     | Christopher J. Waild                  | 14 de outubro de 2014   | 17.26                      |
| A Secretária da Marinha incorpora a equipe a uma força-tarefa antiterrorismo após o bizarro assassinato de uma cientista da Marinha, cuja maior suspeita é outra cientista procurada pela Rússia. Personagens recorrentes: Leslie Hope como Secretária da Marinha Sarah Porter |           |                               |                     |                                       |                         |                            |
| 263 | 5         | "The San Dominick"            | Arvin Brown         | Christopher Silber                    | 21 de outubro de 2014   | 17.13                      |
| Durante um treinamento conjunto do NCIS e da Guarda Costeira, Gibbs e a Agente Borin encontram um corpo que se descobre ser de um tripulante jogado de um barco tomado por piratas. No comando da equipe, McGee começa a agir como Gibbs, para desagrado de seus colegas. Personagem recorrente: Diane Neal como Agente da Guarda Costeira Abigail Borin |           |                               |                     |                                       |                         |                            |
| 264 | 6         | "Parental Guidance Suggested" | Thomas J. Wright    | Jennifer Corbett                      | 28 de outubro de 2014   | 17.53                      |
| A equipe deve descobrir se a morte da esposa de um SEAL está ligada às atividades de seu marido contra o terrorismo ou ao seu próprio trabalho como terapeuta. Tony demonstra ainda sofrer pela falta de Ziva, mas uma possível nova paixão poderá ajudá-lo a se recuperar emocionalmente. Personagem recorrente: Marisol Nichols como Agente da ATF Zoe Keates |           |                               |                     |                                       |                         |                            |
| 265 | 7         | "The Searchers"               | Tony Wharmby        | Gina Lucita Monreal                   | 11 de novembro de 2014  | 17.49                      |
| A investigação sobre a morte de um Sargento veterano conduz a uma empresa fraudulenta de caridade que ilude pessoas que procuram por militares desaparecidos. Enquanto isso, Ellie sente-se angustiada com o resultado da avaliação de seu estágio. |           |                               |                     |                                       |                         |                            |
| 266 | 8         | "Semper Fortis"               | Dennis Smith        | Matthew R. Jarrett & Scott J. Jarrett | 18 de novembro de 2014  | 18.10                      |
| Gibbs procura uma maneira de ajudar uma paramédica do Hospital da Marinha, acusada de prestar socorro ilegal a vítimas de um acidente. O namoro de Abby com Burt Moore chega à marca de dois meses e seus colegas receiam que ela termine o relacionamento. Personagens recorrentes: Johann Urb como Sargento da USPP Burt Moore e Salli Richardson-Whitfield como Carrie Clark |           |                               |                     |                                       |                         |                            |
| 267 | 9         | "Grounded"                    | Bethany Rooney      | Scott Williams                        | 25 de novembro de 2014  | 16.01                      |
| Tony, Ellie e seu marido Jake ficam retidos no Aeroporto Dulles devido ao mau tempo e precisam lidar com uma possível ameaça terrorista. Personagem recorrente: Jamie Bamber como Jake Malloy. |           |                               |                     |                                       |                         |                            |
| 268 | 10        | "House Rules"                 | Terrence O'Hara     | Christopher J. Waild                  | 16 de dezembro de 2014  | 17.53                      |
| Quando a Capital é vítima de um ataque cibernético, Gibbs recruta três hackers capturados pelo NCIS para colaborar na investigação: Kevin Hussein ("Canary", "Twenty Clicks"), Ajay Khan ("Canary") e Heidi Partridge ("Page Not Found"). McGee reflete sobre as regras de Gibbs ao escrever uma carta para seu pai. Personagens recorrentes (flashbacks): Sasha Alexander como Caitlin "Kate" Todd; Cote de Pablo como Ziva David; Muse Watson como Mike Franks; Lauren Holly como Jenny Shepard; Liza Lapira como Michele Lee; e Troian Bellisario como Sarah McGee. |           |                               |                     |                                       |                         |                            |
| 269 | 11        | "Check"                       | Alrick Riley        | Steven D. Binder                      | 6 de janeiro de 2015    | 19.76                      |
| O mercenário Sergei retoma sua vingança contra Gibbs cometendo crimes semelhantes às mortes de Kate Todd, Jenny Shepard e Mike Franks. Uma das ex-esposas de Gibbs torna-se vítima do mercenário. Personagens recorrentes: Alex Veadov como Sergei Mishnev, Melinda McGraw como Diane Sterling e Jeri Ryan como Rebecca Chase |           |                               |                     |                                       |                         |                            |
| 270 | 12        | "The Enemy Within"            | James Whitmore, Jr. | George Schenck & Frank Cardea         | 13 de janeiro de 2015   | 19.87                      |
| O NCIS persegue um terrorista nascido nos EUA após uma missão de resgate na Síria revelar que um americano estava envolvido no sequestro de uma funcionária. McGee e Ellie estranham o comportamento de Tony quando a Agente Especial da ATF Zoe Keates aparece no NCIS para colaborar na investigação. Agora viúvo, Tobias Fornell está lutando com a perda de Diane e cuidando de Emily sozinho. Personagens recorrentes: Joe Spano como Agente Especial do FBI Tobias Fornell e Marisol Nichols como Agente da ATF Zoe Keates                                       |           |                               |                     |                                       |                         |                            |
| 271 | 13        | "We Build, We Fight"          | Rocky Carroll       | Jennifer Corbett                      | 3 de fevereiro de 2015  | 18.64                      |
| Gibbs viola sua própria regra número 10 ao investigar a morte de um Tenente gay, indicado para receber a Medalha de Honra. Enquanto isso, Palmer vive a emoção de tornar-se pai. Personagens recorrentes: Susanna Thompson como Hollis Mann e Michelle Pierce como Breena Palmer |           |                               |                     |                                       |                         |                            |
| 272 | 14        | "Cadence"                     | Tony Wharmby        | Christopher Silber                    | 10 de fevereiro de 2015 | 18.77                      |
| Tony volta à Academia onde se formou anos atrás, para investigar a morte de um aluno fuzileiro. Ellie e Jake convidam Gibbs e o resto da equipe para um jantar. Personagem recorrente: Jamie Bamber como Jake Malloy |           |                               |                     |                                       |                         |                            |
| 273 | 15        | "Cabin Fever"                 | Bethany Rooney      | Scott Williams                        | 17 de fevereiro de 2015 | 18.06                      |
| A equipe investiga uma explosão durante uma reunião de cúpula contra o terrorismo, possivelmente de autoria de Sergei Mishnev, mas Gibbs deixa a investigação de lado para ajudar Fornell, que mergulhou no desespero e na bebida. Finalmente é esclarecido o motivo da vingança de Mishnev contra Gibbs, e o conflito chega a um final explosivo. Personagens recorrentes: Joe Spano como Agente Especial do FBI Tobias Fornell; Alex Veadov como Sergei Mishnev; Juliette Angelo como Emily Fornell e Melinda McGraw como Diane Sterling (voz)                       |           |                               |                     |                                       |                         |                            |
| 274 | 16        | "Blast from the Past"         | Dennis Smith        | David J. North                        | 24 de fevereiro de 2015 | 17.43                      |
| O Departamento de Polícia transfere ao NCIS uma investigação de homicídio quando se descobre que a vítima usava uma identidade fictícia, criada como disfarce para Gibbs vinte anos antes. Personagem recorrente: Alan Dale como ex-diretor do NCIS e Diretor do Homeland Security Tom Morrow |           |                               |                     |                                       |                         |                            |
| 275 | 17        | "The Artful Dodger"           | Terrence O'Hara     | Gina Lucita Monreal                   | 10 de março de 2015     | 16.22                      |
| Quando uma rara obra de arte desaparece da casa de um almirante e é substituída por uma cópia, a equipe recorre ao pai de Tony e seus contatos no mercado negro de arte, para tentar localizar o quadro original. Mas DiNozzo Sr. está deprimido por haver sido abandonado pela noiva e Tony terá que lidar com isso. Personagem recorrente: Robert Wagner como Anthony DiNozzo Sr. |           |                               |                     |                                       |                         |                            |
| 276 | 18        | "Status Update"               | Holly Dale          | Christopher J. Waild                  | 24 de março de 2015     | 16.23                      |
| Uma assaltante encontrada morta na casa de um fuzileiro é ligada a um grupo terrorista investigado pelo Departamento de Defesa (DoD). A namorada de McGee se arrisca ao trabalhar como infiltrada na investigação. Personagem recorrente: Margo Harshman como Delilah Fielding |           |                               |                     |                                       |                         |                            |
| 277 | 19        | "Patience"                    | Thomas J. Wright    | Steven D. Binder                      | 31 de março de 2015     | 16.60                      |
| As mortes de um suboficial e de uma mulher de origem colombiana são ligadas a um antigo caso de atentado não solucionado ("cold case"). |           |                               |                     |                                       |                         |                            |
| 278 | 20        | "No Good Deed"                | Arvin Brown         | George Schenck & Frank Cardea         | 7 de abril de 2015      | 16.85                      |
| Tony e sua namorada Zoe trabalham juntos quando a arma de um crime investigado pelo NCIS é ligada a um caso sigiloso da ATF. Ao mesmo tempo, Tony preocupa-se quando seu pai decide morar no mesmo prédio que ele. Personagens recorrentes: Robert Wagner como Anthony DiNozzo Sr. e Marisol Nichols como Agente da ATF Zoe Keates. |           |                               |                     |                                       |                         |                            |
| 279 | 21        | "Lost In Translation"         | Tony Wharmby        | Jennifer Corbett                      | 14 de abril de 2015     | 15.84                      |
| Quando um Capitão dos Fuzileiros é torturado e morto, a investigação leva a um afegão que trabalhava como tradutor para a vítima. Tony fica inconformado quando McGee é escolhido para aparecer na capa do manual de recrutamento do NCIS. |           |                               |                     |                                       |                         |                            |
| 280 | 22        | "Troll"                       | Dennis Smith        | Scott Williams                        | 28 de abril de 2015     | 14.85                      |
| A equipe conta com o auxílio do Agente Dorneget para investigar a morte de um especialista em tecnologia. A investigação os leva a descobrir a existência de uma organização terrorista que recruta jovens através da Internet. Personagens recorrentes: Matt L. Jones como Agente do NCIS Ned Dorneget e Jamie Bamber como Jack Malloy. |           |                               |                     |                                       |                         |                            |
| 281 | 23        | "The Lost Boys"               | James Whitmore Jr.  | Gina Lucita Monreal                   | 5 de maio de 2015       | 14.05                      |
| O NCIS prossegue suas investigações sobre a organização "O Chamado", que usa a internet para recrutar jovens rebeldes e desorientados para praticar ações terroristas. Mas a equipe sofre uma séria perda quando o Agente Dorneget é morto na explosão de um hotel no Cairo. Personagens recorrentes: Matt L. Jones como Agente do NCIS Ned Dorneget, Muse Watson como Mike Franks, Sasha Alexander como Caitlin "Kate" Todd, Lauren Holly como Jenny Shepard, Tim Kelleher como Agente do NCIS Christopher Pacci e Jessica Steen como Agente do NCIS Paula Cassidy.   |           |                               |                     |                                       |                         |                            |
| 282 | 24        | "Neverland"                   | Tony Wharmby        | Gary Glasberg                         | 12 de maio de 2015      | 14.94                      |
| Com a morte do Agente Dorneget, o NCIS intensifica sua busca pelos líderes do grupo terrorista O Chamado, com a ajuda da Agente da CIA Joanna Teague (Mimi Rogers), mãe de Dorneget. O episódio termina com Gibbs sendo baleado pelo adolescente Luke Harris e ficando à beira da morte. Personagem recorrente: Muse Watson como Mike Franks. |           |                               |                     |                                       |                         |                            |